# Apostrophe n
Cette page contient des caractères spéciaux ou non latins. S’ils s’affichent mal (▯, ?, etc.), consultez la page d’aide Unicode.
Pour les articles homonymes, voir Apostrophe.
ʼN, apostrophe n ou ʼn est un digramme de l’alphabet latin utilisée en afrikaans composé d’une apostrophe suivie de la lettre n. Le caractère apostrophe-n ŉ (composé comme un seul caractère au lieu de deux) a aussi été utilisé, défini dans l’ISO/CEI 6937, et se retrouve sur certaines touches de machines à écrire en Afrique du Sud.

## Utilisation
ʼn est l'article indéfini en afrikaans. Il se prononce /ə/, c'est-à-dire comme un schwa. Il n'est pas capitalisé en début de phrase. C'est le mot suivant qui porte la majuscule dans ce cas.

## Représentations informatiques
L’apostrophe n peut être représenté avec les caractères Unicode suivants (latin de base, Latin étendu A, Lettres modificatives avec chasse) :
| formes                              | représentations | chaînes de caractères | points de code | descriptions                                             |
| ----------------------------------- | --------------- | --------------------- | -------------- | -------------------------------------------------------- |
| capitale                            | ʼN              | ʼN                    | U+02BC U+004E  | lettre modificative apostrophe lettre majuscule latine n |
| minuscule                           | ʼn              | ʼn                    | U+02BC U+006E  | lettre modificative apostrophe lettre minuscule latine n |
| minuscule (obsolète et déconseillé) | ŉ               | ŉ                     | U+0149         | lettre minuscule latine n précédée d'une apostrophe      |